# كنيسة ديتيف
كنيسة ديتيف (بالإسبانية: Iglesia de Detif) هي كنيسة رومانيّة كاثوليكيّة تقع في بلدة ديتيف ضمن بلدية بوكيلدون في تشيلي. تم تشييدها عام 1734 عندما كان أرخبيل تشيلوي لايزال جزءًا من ممتلكات التاج الإسباني، حيث تمثّل اندماجًا بين الثقافة اليسوعيّة الأوروبيّة ومهارات الشعوب الأصليّّة وتقاليدها، وهي مثال على ثقافة المستيزو.
تُعتبر كنيسة ديتيف واحدة من أقدم الكنائس التقليديّة في تشيلوي، والتي بقيت سليمة تقريبًا من عصر البعثة اليسوعيّة.

## الحماية
تُعتبر هذه الكنيسة واحدة من 16 كنيسة خشبية فريدة تم إدراجها على قائمة التراث العالمي التابعة لليونيسكو في عام 2000 تحت مسمى كنائس تشيلوي. كما قامت جامعة تشيلي، ومؤسسة كنائس تشيلوي الثقافية، وغيرها من المؤسسات بجهود كبيرة للحفاظ على هذه المنشآت التاريخيّة.

## صور

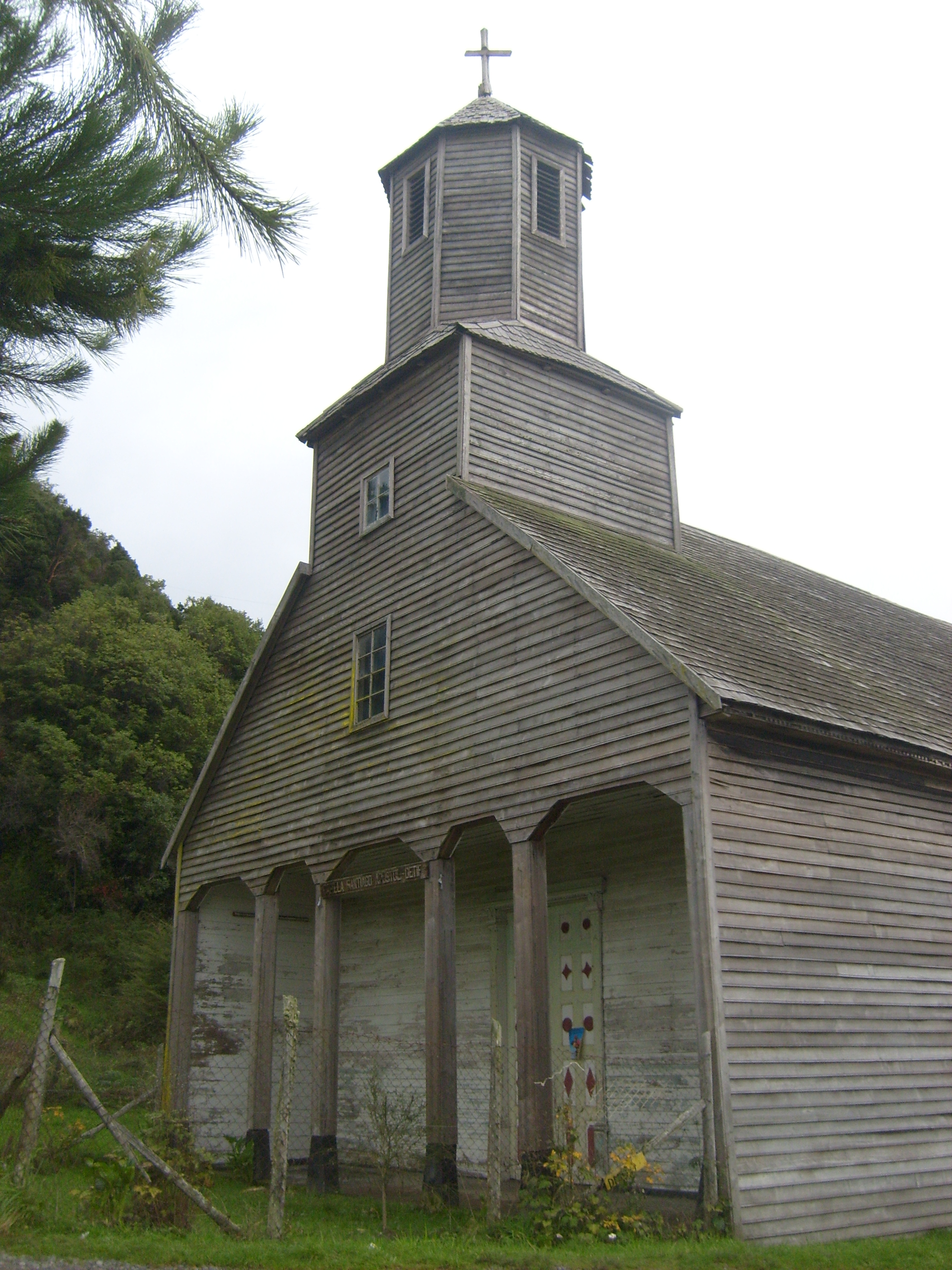
الكنيسة من الأمام

## الموقع
تقع كنيسة ديتيف ضمن بلدية بوكيلدون (التي يقع فيها أيضًا كنيسة آلداتشيلدو، وكنيسة إتشواك) شرق أرخبيل تشيلوي.